# Raad voor het Verbruik
De Raad voor het Verbruik is het centrale adviesorgaan voor de bescherming van de consument in België, opgericht bij koninklijk besluit van 20 februari 1964.
De raad is paritair samengesteld uit vertegenwoordigers van de consumenten (13 leden) en van producenten en verdelers (13 leden). De huidige voorzitter is Reinhard Steennot, professor aan de Faculteit Rechtsgeleerdheid van Universiteit Gent.
Binnen de raad functioneren twee commissies: de Commissie voor Onrechtmatige Bedingen en de Commissie voor Etikettering en Milieureclame.
De raad heeft naast een adviserende ook een co-regulerende bevoegdheid, onder meer inzake gedragscodes rond publiciteit. Sedert zijn oprichting en tot einde 2012 heeft de raad 456 adviezen uitgebracht.
Op 1 januari 2018 werd de Raad hernoemd tot “Bijzondere raadgevende commissie Verbruik”, en opgenomen in de Centrale Raad voor het Bedrijfsleven.